# Elettro
L'elettro è una lega d'oro e argento (l'argento è almeno il 20%) che si rinviene in natura specialmente in Asia Minore con tracce di rame e altri metalli. Il suo colore varia dal giallo pallido al giallo brillante, a seconda delle proporzioni di oro e argento. Può essere ottenuta anche artificialmente ed è noto anche come oro verde.

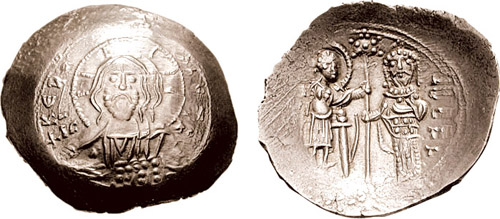
moneta di elettro dell'imperatore bizantino Alessio I Comneno

## Origine del nome
Il nome deriva dal colore ambrato, simile a quello dell'ambra (in greco antico ἤλεκτρον, ḗlektron).

## Storia
Anticamente era abbondante nell'Egeo e in alcune zone della Grecia continentale ma nel tempo si è quasi completamente esaurito. Vista la sua ampia disponibilità, fu uno dei primi materiali utilizzati per il conio di monete nel Mediterraneo orientale. In Egitto, fu utilizzato come materiale di rivestimento esterno e venivano posti alla sommità delle piramidi e degli obelischi.
L'elettro era inoltre utilizzato per la produzione di stoviglie in quanto si riteneva che avesse la proprietà di eliminare i veleni da tutto ciò con cui veniva in contatto. Inoltre veniva anche lucidato e usato per fare degli specchi.
L'utilizzo dell'elettro fu abbandonato a causa di una continua svalutazione delle corrispondenti monete d'oro, il cui valore veniva ridotto abbassandone il titolo mediante l'alligazione con l'argento. L'uso dell'elettro cessò completamente agli inizi del XVI secolo quando in Europa affluì l'oro americano.